# Novellara
Novellara é uma comuna italiana da região da Emília-Romanha, na província de Régio da Emília, com cerca de 11.911 habitantes. Estende-se por uma área de 58 km², tendo uma densidade populacional de 205 hab/km². Faz fronteira com Bagnolo in Piano, Cadelbosco di Sopra, Campagnola Emilia, Correggio, Guastalla, Reggiolo.
Pertence à rede das Cidades Cittaslow.

## Demografia
| Variação demográfica do município entre 1861 e 2011                               |
|                                                                                   |
| Fonte: Istituto Nazionale di Statistica (ISTAT) - Elaboração gráfica da Wikipedia |

## Cidades-irmãs
- Santa Gertrudes, Brasil
- Novi Jicin, República Checa
- Neve Shalom, Israel
- Sancti Spíritus, Cuba